# 水库生态调度
水库生态调度是一种降低大坝的建设和运行对河流生态系统负面影响的措施。该措施相对费用较低，可以帮助改善传统的水库调度方式，合理运行大坝设施，部分恢复自然水文情势，修复大坝上下游河流的生态系统结构和功能。近几十年，生态调度的理论和技术已得到了广泛的关注。根据美国大自然保护协会（TNC）调查，截止2005年，已有几十条河流进行或正在进行水库生态调度的实践，其中已美国为多。